# Aconitum kiyomiense
Aconitum kiyomiense är en ranunkelväxtart som beskrevs av Y. Kadota. Aconitum kiyomiense ingår i släktet stormhattar, och familjen ranunkelväxter. Inga underarter finns listade i Catalogue of Life.